# Chrysoperla downesi
Chrysoperla downesi är en insektsart som först beskrevs av Smith 1932.  Chrysoperla downesi ingår i släktet Chrysoperla och familjen guldögonsländor. Inga underarter finns listade i Catalogue of Life.